# West Wickham
West Wickham es una ciudad en el distrito londinense de Bromley, en el sureste de Londres, Inglaterra. Está rodeado por Shirley en el distrito londinense de Croydon, al oeste, Eden Park, al norte y Coney Hall para el sur y el este.
Se ubica en la carretera A232 entre Cheam en Sutton y Orpington. Tiene una estación de tren, West Wickham, que está en la línea Hayes, ya sea a Hayes o Londres Charing Cross. Tiene servicio de dos líneas de autobús, el 119 por Bromley Norte o Purley Way, o el 194, por West Croydon o inferior Sydenham. West Wickham tiene 3 supermercados, dos Sainsbury y un Marks and Spencer.